# Arquidam I
Arquidam I (en llatí Archidamus, en grec antic Ἀρχίδαμος) fou rei d'Esparta el 12è de la línia dels europòntides, fill d'Anaxídamos al que va succeir. Va viure al temps de la guerra de Tegea que va seguir la segona guerra messènia cap a l'any 668 aC, segons diu Pausànias.